# Roxana Stroe (regizoare)
Roxana Stroe  (n. septembrie 1991, Constanța) este o regizoare și scenaristă română. A scris și regizat filmele Plante perene (2013), O noapte în Tokoriki (2016) și Black Friday (2015). A primit Premiile TIFF: Premiul Zilelor Filmului Românesc pentru secțiunea scurtmetraj și a fost nominalizată în 2016 la Premiul Gopo pentru tânără speranță și Gopo pentru cel mai bun film de scurt metraj.
În 2016, O noapte la Tokoriki a primit premiul special pentru cel mai bun scurtmetraj din partea juriului international al secțiunii Generation 14plus de la Festivalul Internațional de Film de la Berlin.

## Biografie
A absolvit în 2013 secția Regie de film și TV a Universității Naționale de Artă Teatrală și Cinematografică „Ion Luca Caragiale”, București.